# Another Piece of Meat
«Another Piece of Meat» es una canción de la banda alemana de hard rock y heavy metal Scorpions, publicada como sencillo en 1979 por Harvest/EMI y Mercury Records e incluida como pista dos del álbum Lovedrive del mismo año. Escrita por Herman Rarebell y Rudolf Schenker, tanto la letra como el riff de guitarra la creó el baterista en tan solo diez minutos mientras se encontraba en Japón y, después de presentársela al guitarrista, ambos la terminaron de escribir. La banda generalmente la ha interpretado en vivo en varias de sus giras musicales. Asimismo, como fue una de las canciones del disco en que Michael Schenker interpretó el solo de guitarra, él usualmente también la toca en directo con su banda Michael Schenker Group.

## Composición y grabación
El baterista Herman Rarebell escribió la canción en Japón en tan solo diez minutos y está basada en una relación que tuvo con una japonesa practicante de kick boxing. Él se inspiró cuando vio la sangre de los combatientes en una de las peleas y ella le dijo «Oh, vamos, es solo un pedazo de carne». Por ello creó el riff pensando que «debía ser pesado, sucio y roquero». Después de presentársela a Rudolf Schenker, ambos la terminaron de escribir. Grabada entre septiembre y diciembre de 1978 en los estudios Dierks en Colonia (Alemania), esta fue una de las cuatro canciones del disco Lovedrive en que Michael Schenker interpretó el solo de guitarra.

## Interpretaciones en vivo
Después de que saliera al mercado el 25 de febrero de 1979 como el tercer sencillo del álbum Lovedrive, el mismo día que los dos primeros, la banda la ha interpretado en varias de sus giras promocionales. En una de las presentaciones dada durante el Love at First Sting se grabó para el álbum en vivo World Wide Live de 1985. En 2006 la tocaron en el festival Wacken Open Air con la participación de Michael, cuyo concierto se lanzó en 2008 en formato DVD bajo el título de Live At Wacken Open Air 2006. Por su parte, Michael Schenker usualmente la interpreta en vivo con su banda Michael Schenker Group.

## Lista de canciones
| N.º | Título                  | Escritor(es)       | Duración |  |
| 1.  | «Another Piece of Meat» | Schenker, Rarebell | 3:30     |  |
| 2.  | «Always Somewhere»      | Schenker, Meine    | 4:56     |  |

## Músicos
- Klaus Meine: voz
- Rudolf Schenker: guitarra rítmica
- Matthias Jabs: guitarra líder en pista dos
- Michael Schenker: guitarra líder en pista uno
- Francis Buchholz: bajo
- Herman Rarebell: batería